# Der Raub der Sabinerinnen (1928)
Der Raub der Sabinerinnen ist ein deutscher Stummfilm-Schwank aus dem Jahre 1928. Unter der Regie von Robert Land spielen Ralph Arthur Roberts, Aribert Wäscher, Maria Paudler und Ida Wüst die Hauptrollen. Der Film wurde gestaltet nach dem gleichnamigen Lustspiel von Franz von Schönthan und Paul von Schönthan.

## Handlung
Die wandernde Theatertruppe des Schmierentheaterdirektors Emanuel Striese kommt auf ihrer Tournee eines Tages auch in das Städtchen Ihlefeld, wo es mit einem Revuetheater bereits starke Konkurrenz gibt. Striese überlegt, wie er dem Varieté Zuschauer abjagen kann und erwirbt daher das von dem Ihlefelder Professor Gollwitz verfasste Stück „Der Raub der Sabinerinnen“, eine schriftstellerische Jugendsünde des mittlerweile angesehenen Honoratioren. Gollwitz stimmt einer Aufführung nur unter der Prämisse zu, dass er namentlich nicht genannt wird. Auch soll seine Gattin keinesfalls davon Wind bekommen.
Da sich rasch herumspricht, dass einer der Ihren, ein waschechter Ihlefelder, diesen Schwank aus dem Alten Rom verfasst habe, strömt die Kleinstadt unisono ins Theater und … erlebt einen fürchterlichen Reinfall. Lediglich der Einsatz der beineschwingenden Revuemädchen kann einen Tumult verhindern. Während Striese desillusioniert mit seinem Trupp in die nächste Stadt weiterzieht, bleibt Emil Groß, sein Star der Truppe, in Ihlefeld zurück. Er, der der Sohn des angesehenen Kommerzienrates Groß ist und sich einst wegen seiner Theaterambitionen mit dem Vater überworfen hatte, versöhnt sich mit dem Kommerzienrat und will nun, da er der Schauspielerei Lebewohl gesagt hat, Paula Gollwitz, des Professors Töchterchen, heiraten.

## Produktionsnotizen
Der Raub der Sabinerinnen entstand im Frühling 1928, passierte am 5. Juni 1928 die Zensur und wurde am 23. November 1928 in Berlins UFA-Pavillon am Nollendorfplatz uraufgeführt. Der Film besaß sechs Akte, verteilt auf 2172 Meter, und wurde mit Jugendverbot belegt.
Robert Neppach entwarf die Filmbauten, Fritz Brunn war Aufnahmeleiter.